# Siva (Göttin)

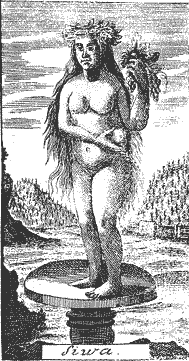
Darstellung der Göttin Siva aus dem Jahre 1740

Siva war die Hauptgöttin des westslawischen Stammes der Polaben.
Die Göttin Siva wurde bereits von dem christlichen Missionar und Chronisten Helmold von Bosau erwähnt und in späteren Quellen mit der römischen Getreidegöttin Ceres (der griechischen Demeter) gleichgesetzt.

## Aufgabenbereiche
Die Hauptaufgaben dieser slawischen Göttin scheinen in der Tat die Fruchtbarkeit der Felder und das Wachstum der Feldfrüchte gewesen zu sein. Daher deutet Váňa ihren Namen im Slawischen auch als Živa, Göttin der Lebenskraft, und weist ihr einen vergleichbaren Aufgabenbereich wie der ostslawischen Mokosch zu.
Es ist möglich, dass es sich bei Siva um jene namenlose Göttin handeln könnte, deren Fahne die westslawischen Liutizen nach dem Zeugnis des Chronisten Thietmar von Merseburg mit in die Schlacht nahmen. Zudem diente Siva wohl als allgemeine Ratgeberin ihrer Anhänger.

## Verehrung
Der Haupttempel der Siva lag in Ratzeburg. An seiner Stelle wurde ab 1159 der Ratzeburger Dom erbaut. Auch in Rethra befand sich ein Heiligtum der Göttin. Ihr dortiges Götterbild soll bekleidet gewesen sein, mit einem schlafenden Mann auf dem Kopf, einer Weintraube in der linken und einem Apfel in der rechten Hand.

## Moderne Rezeption
Die Göttin Siva tritt im 1996/97 veröffentlichten Historienroman Die letzte Priesterin von Renata Petry als eine der von den heidnischen Slawen verehrten Gottheiten auf. In diesem Roman befinden sich die heidnischen Slawen östlich der Elbe im Kampf gegen das Christentum und sind noch in der Lage mit den heidnischen Göttern zu kommunizieren, so auch mit Siva (hier: Siwa), die als der sommerlich-herbstliche Aspekt einer dreifaltigen Göttin dargestellt wird, deren andere Aspekte durch die Pseudogöttinnen Vesna und Morena (hier: Morana) verkörpert werden.